# Семић
Семић је село у хрватском делу Истре. Налази се на територији општине Лупоглав, и према попису из 2001. године има 99 становника.